# Air Jamaica

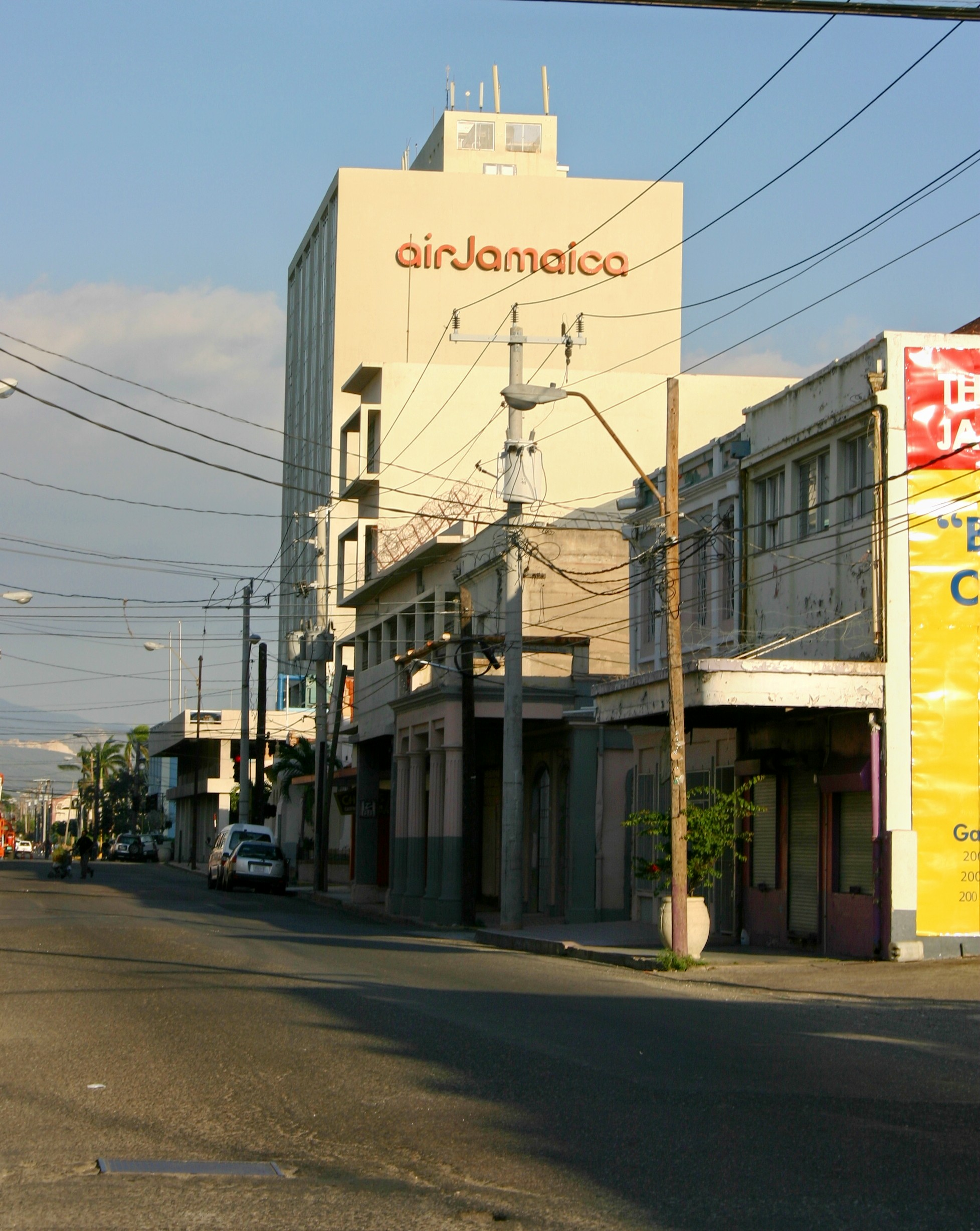
La sede del Air Jamaica.

Air Jamaica era la compañía aérea nacional de Jamaica y una de las más grande en el Caribe. Con sede en Kingston, operaba servicios regulares desde Kingston y Montego Bay a 26 destinos en el Caribe, Canadá y los Estados Unidos. Su base de operaciones era el Aeropuerto Internacional Norman Manley. La compañía no tuvo accidentes fatales.

## Historia
Air Jamaica comenzó sus operaciones el 1 de abril de 1969, conectando a Kingston y Montego Bay, con Nueva York y Miami. En ese momento, el Gobierno de Jamaica poseía la mayor parte de la compañía; Air Canada era propietaria de una pequeña parte y brindaba asistencia técnica, mantenimiento y ayuda logística.
Durante el decenio de 1970, Air Jamaica se expandió rápidamente. Se añadieron rutas a Toronto, Montreal, Puerto Rico, a Filadelfia y muchos otros destinos, especialmente en el Caribe. Se iniciaron servicios de larga distancia a Europa el 1 de abril de 1974. Air Jamaica utilizó Douglas DC-8 durante esta época, y poco después usaría aviones McDonnell Douglas DC-9 y Boeing 727. Durante el decenio de 1980, el crecimiento fue más lento.
Durante el decenio de 1990 de Air Jamaica siguió creciendo: la compañía se hizo cargo de la ruta Kingston-Nasáu. También comenzó un acuerdo de código compartido con Delta Air Lines y abrió rutas a Phoenix, Fráncfort del Meno, Londres, Mánchester, Santo Domingo y Fort Lauderdale. En 1994 la empresa fue privatizada parcialmente, quedando el gobierno con el 25% y los empleados de Air Jamaica con el 5%. Se inició la compra de aviones Airbus y comenzó un programa de viajero frecuente (7.º Cielo).
En diciembre de 2004, tras graves pérdidas financieras, el gobierno jamaicano volvió a poseer la totalidad de la compañía.
En septiembre de 2007, el nuevo Gobierno de Jamaica comenzó a considerar la privatización de Air Jamaica. Entre los inversores con interés en la compañía aérea se encuentran[cita requerida] Air China, LAN Airlines, Virgin Atlantic Airways, Iberia LAE y Emirates Airways.
Actualmente la aerolínea Caribbean Airlines posee Air Jamaica después de haberla adquirido.

## Flota
La flota de Air Jamaica (a diciembre de 2010) se compone de:
- Boeing 737-800: 6

Air Jamaica también tuvo entre su flota Airbus A300, Airbus A310, Airbus A320, Airbus A321, Airbus A340, Boeing 727, Douglas DC-8, McDonnell Douglas DC-9 y McDonnell Douglas MD-83.